# Centrochir crocodili
Centrochir crocodili – słabo poznany gatunek słodkowodnej ryby sumokształtnej z rodziny kirysowatych (Doradidae), jedyny przedstawiciel rodzaju Centrochir.
Gatunek endemiczny środkowego i dolnego biegu kolumbijskiej rzeki Magdalena i jej dopływów. W całym zasięgu swojego występowania jest spotykany często, ale niezbyt licznie. Zasiedla czyste wody w jeziorach zalewowych i potokach, gdzie zwykle można go znaleźć w pobliżu dna.
Osiąga około 22,5 cm długości standardowej (SL). Nie ma znaczenia gospodarczego.